# Comuna Javriv, Hoșcea
Javriv (în ucraineană Жаврів) este o comună în raionul Hoșcea, regiunea Rivne, Ucraina, formată din satele Hlîbociok și Javriv (reședința).

## Demografie
Componența lingvistică a comunei Javriv
     Ucraineană (99,86%)
     Alte limbi (0,14%)
Conform recensământului din 2001, majoritatea populației comunei Javriv era vorbitoare de ucraineană (99,86%), existând în minoritate și vorbitori de alte limbi.